# Георгики
Георгики е второто основно произведение на латинския поет Виргилий. Публикувано е през 29 пр.н.е. Произведението се счита за дидактическа поема.

## Описание
Произведението се състои от 2188 хекзаметрични стиха, разделени в 4 книги. Книга 1 и 2 се занимават със земеделието (зърнени култури, дървета). Книга 3 разглежда отглеждането на добитъка. Книга 4 е фокусирана върху пчеларството.

## Произведението онлайн
- ((en)) Георгики в MIT